# Ângelo Gabriel
Ângelo Gabriel Borges Damaceno (Brasilia, 21 december 2004) - alias Ângelo - is een Braziliaans voetballer die doorgaans als aanvaller speelt. Hij verruilde Santos in juli 2023 voor Chelsea.

## Carrière
Ângelo werd in 2015 opgenomen in de jeugdopleiding van Santos. Coach Cuca haalde hem in 2020 bij de selectie voor het eerste elftal. Hij maakte vervolgens op 25 oktober 2020 zijn officiële debuut, tijdens een met 3–1 verloren wedstrijd in de Série A uit bij Fluminense. Hij viel die dag in de tweede helft in voor Lucas Braga. Met 15 jaar, 10 maanden en 4 dagen was Ângelo tijdens zijn debuut de op-een-na jongste speler ooit in de hoofdmacht van Santos, na Coutinho. Hij mocht dat seizoen nog acht keer spelen en in de daaropvolgende jaren steeds meer. Hij kwam in 2021 ook voor het eerst in actie in de Copa Libertadores en later dat jaar in de Copa Sudamericana. Ângelo zette op 7 april 2021 de eindstand op het bord tijdens een met 1–3 gewonnen wedstrijd tegen San Lorenzo. Daarmee werd hij de jongste doelpuntenmaker in de Copa Libertadores ooit.
Ângelo verruilde Santos in juli 2023 voor Chelsea. Dat betaalde circa 15 miljoen euro voor hem aan zijn oude club.

## Clubstatistieken
| Seizoen     | Club            | Competitie       | Competitie | Competitie | Competitie | Beker | Beker | Beker | Internationaal | Internationaal | Internationaal | Totaal | Totaal | Totaal |
| Seizoen     | Club            | Competitie       | Wed.       | Dlp.       | Ass.       | Wed.  | Dlp.  | Ass.  | Wed.           | Dlp.           | Ass.           | Wed.   | Dlp.   | Ass.   |
| ----------- | --------------- | ---------------- | ---------- | ---------- | ---------- | ----- | ----- | ----- | -------------- | -------------- | -------------- | ------ | ------ | ------ |
| 2020        | Santos          | Série A          | 9          | 0          | 0          | 0     | 0     | 0     | 0              | 0              | 0              | 9      | 0      | 0      |
| 2021        | Santos          | Série A          | 28         | 0          | 1          | 5     | 0     | 0     | 9              | 1              | 0              | 42     | 1      | 1      |
| 2022        | Santos          | Série A          | 37         | 1          | 8          | 5     | 1     | 0     | 4              | 0              | 0              | 46     | 2      | 8      |
| 2023        | Santos          | Série A          | 21         | 2          | 0          | 6     | 0     | 1     | 5              | 0              | 0              | 32     | 2      | 1      |
| Club Totaal | Club Totaal     | Club Totaal      | 95         | 3          | 9          | 16    | 1     | 1     | 18             | 1              | 0              | 129    | 5      | 10     |
| 2023/24     | → RC Strasbourg | Ligue 1          | 21         | 0          | 4          | 4     | 0     | 0     | —              | —              | —              | 25     | 0      | 4      |
| Club Totaal | Club Totaal     | Club Totaal      | 21         | 0          | 4          | 4     | 0     | 0     | 0              | 0              | 0              | 25     | 0      | 4      |
| 2024/25     | Al-Nassr        | Saudi Pro League | 13         | 1          | 3          | 2     | 0     | 0     | 7              | 1              | 3              | 22     | 2      | 6      |
| Club Totaal | Club Totaal     | Club Totaal      | 13         | 1          | 3          | 2     | 0     | 0     | 7              | 1              | 3              | 22     | 2      | 6      |
| Totaal      | Totaal          | Totaal           | 129        | 4          | 16         | 22    | 1     | 1     | 25             | 2              | 3              | 176    | 7      | 20     |

Bijgewerkt op 17 juli 2023.
1 Sánchez ·
2 Disasi ·
3 Cucurella ·
4 Adarabioyo ·
5 Badiashile ·
6 Colwill ·
7 Neto ·
8 Fernández ·
10 Moedryk ·
11 Madueke ·
12 Jörgensen ·
13 Bettinelli ·
14 Félix ·
15 Jackson ·
17 Chukwuemeka ·
18 Nkunku ·
19 Sancho ·
20 Palmer ·
21 Chilwell ·
22 Dewsbury-Hall ·
24 James  ·
25 Caicedo ·
27 Gusto ·
29 W. Fofana ·
31 Casadei ·
38 Guiu ·
40 Veiga ·
45 Lavia ·
47 Bergström ·
Coach: Maresca